# Robert Jouaville
André Charles Robert Jouaville (ur. 15 listopada 1914 w Bordeaux, zm. 31 maja 1995 w Villeneuve-sur-Lot) – francuski zapaśnik walczący w stylu wolnym. Olimpijczyk z Londynu 1948, gdzie zajął jedenaste miejsce w kategorii do 62 kg.
Siedmiokrotny mistrz Francji. Pomiędzy 1945 i 1948, w stylu wolnym, a w latach 1945, 1948 i 1950, w stylu klasycznym.

## Letnie Igrzyska Olimpijskie 1948
| Konkurencja      | Rundy eliminacyjne          | Rundy eliminacyjne  | Rundy eliminacyjne     | Klas. końcowa |
| Konkurencja      | Przeciwnik I                | Przeciwnik II       | Przeciwnik III         | Miejsce       |
| ---------------- | --------------------------- | ------------------- | ---------------------- | ------------- |
| 62 kg styl wolny | Antoine Raeymaekers (BEL) P | Mario Crete (CAN) Z | Gazanfer Bilge (TUR) P | 11.           |